# Dalton Moreira Canabrava
Dalton Moreira Canabrava (Curvelo, 22 de dezembro de 1924 - 23 de março de 2011) foi um médico e político brasileiro do estado de Minas Gerais. Atuou como deputado estadual em Minas Gerais na 5ª legislatura (1963 - 1967) como suplente.

Foi eleito efetivamente como deputado estadual na Assembléia Legislativa do Estado de Minas Gerais por mais cinco legislaturas consecutivas - da 6ª à 10ª legislatura (1967 - 1987). Foi presidente da Assembléia no período de 1983 a 1987. Foi eleito Deputado Federal constituinte em 1986, assumindo o mandato em 1987. Perdeu a reeleição em 1990 e abandonou a política. Faleceu em sua terra natal em 23 de março de 2011, vítima de parada cardíaca. 